# Triguera
Genre
Triguera est un genre de plantes de la famille des Solanaceae.